# Sarah Trimmer
Vous lisez un « article de qualité » labellisé en 2009.
Pour les articles homonymes, voir Trimmer.
Sarah Trimmer (née Kirby) (6 janvier 1741 – 15 décembre 1810) est une femme de lettres et critique de littérature enfantine britannique. Son magazine, The Guardian of Education, contribua à définir ce nouveau genre : pour la première fois, la littérature destinée aux enfants est sérieusement passée en revue, un historique en est donné et les critères ayant régi les ouvrages précurseurs sont mis en lumière. Son livre pour enfants le plus populaire fut Fabulous Histories, publié en 1786, qui inspira de nombreuses histoires d'animaux et fut réimprimé pendant plus d'un siècle.
Sarah Trimmer est philanthrope autant qu'écrivain ; elle fonde plusieurs écoles du dimanche et charity schools dans sa paroisse. Afin de poursuivre ses projets éducatifs, elle n'écrit pas simplement des romans ou des nouvelles, mais aussi des manuels destinés aux femmes désireuses de créer leurs propres écoles. Ses réussites vont faire des émules, telles Hannah More et autres pionnières, qui créent à leur tour des écoles du dimanche et écrivent pour les enfants et les pauvres.
Sarah Trimmer se montre, à bien des égards, favorable au maintien du statu quo en matière politique et sociale. En tant que membre de la Haute Église anglicane, elle promeut l'Église britannique établie et participe à la catéchèse des enfants et des pauvres. Ses ouvrages soulignent les bénéfices de la hiérarchie sociale, soutenant que chaque classe doit rester à la place que Dieu lui a donnée. Bien qu'en grande partie favorable à la politique traditionnelle et aux idéologies sociales de son époque, elle pose cependant nombre de questions sur le rôle de la famille et l'égalité des sexes.

## Jeunesse

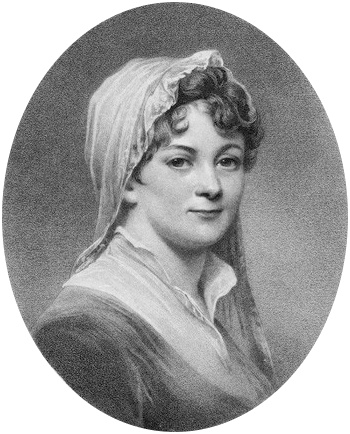
Sarah Trimmer par Richard James Lane.

Sarah, fille de Joshua Kirby et Sarah Bull, naît le 6 janvier 1741 à Ipswich. Son père est peintre, président de la Society of Artists de Grande-Bretagne. Elle a un frère cadet, William, qui ne partage apparemment pas son talent pour l'écriture, puisqu'elle compose pour lui certaines de ses rédactions. Elle fréquente le pensionnat de Mrs. Justiner à Ipswich, expérience dont elle se souviendra toujours avec émotion. En 1755, la famille s'installe à Londres lorsque son père, qui a écrit plusieurs ouvrages importants sur la perspective, devient précepteur en cette discipline auprès du Prince de Galles.
Grâce à son père, elle a la chance de rencontrer de célèbres peintres comme William Hogarth et Thomas Gainsborough, ainsi que le critique et grand écrivain Samuel Johnson. Elle impressionne Johnson lorsqu'elle exhibe un exemplaire de poche de Paradise Lost (1667) de John Milton pour tenter de régler un différend entre son père et le grand homme sur un passage de l'ouvrage. Ravi de voir qu'elle aime suffisamment Milton pour avoir toujours sur elle l'un de ses livres, « [Johnson] l'invite chez lui et lui montre un volume de son fameux périodique The Rambler ».
En 1759, à l'instigation de son ancien élève, le prince de Galles (qui, très bientôt, va devenir George III), son père est nommé Clerk of the Works of the Royal Household du palais de Kew, où la famille s'installe. C'est là qu'elle rencontre James Trimmer, qu'elle épouse le 21 septembre 1762 ; après le mariage, le couple s'installe à Old Brentford (non loin du centre de Londres).

## Maternité et philanthropie
Sarah Trimmer est très proche de ses parents ; après son mariage, elle rend visite tous les jours à son père et, plus tard, elle continue cette pratique accompagnée des aînés de ses douze enfants. C'est elle qui a la charge de l'instruction de ses six filles et six garçons, et sa double responsabilité de mère et d'enseignante éveille son intérêt pour l'éducation.

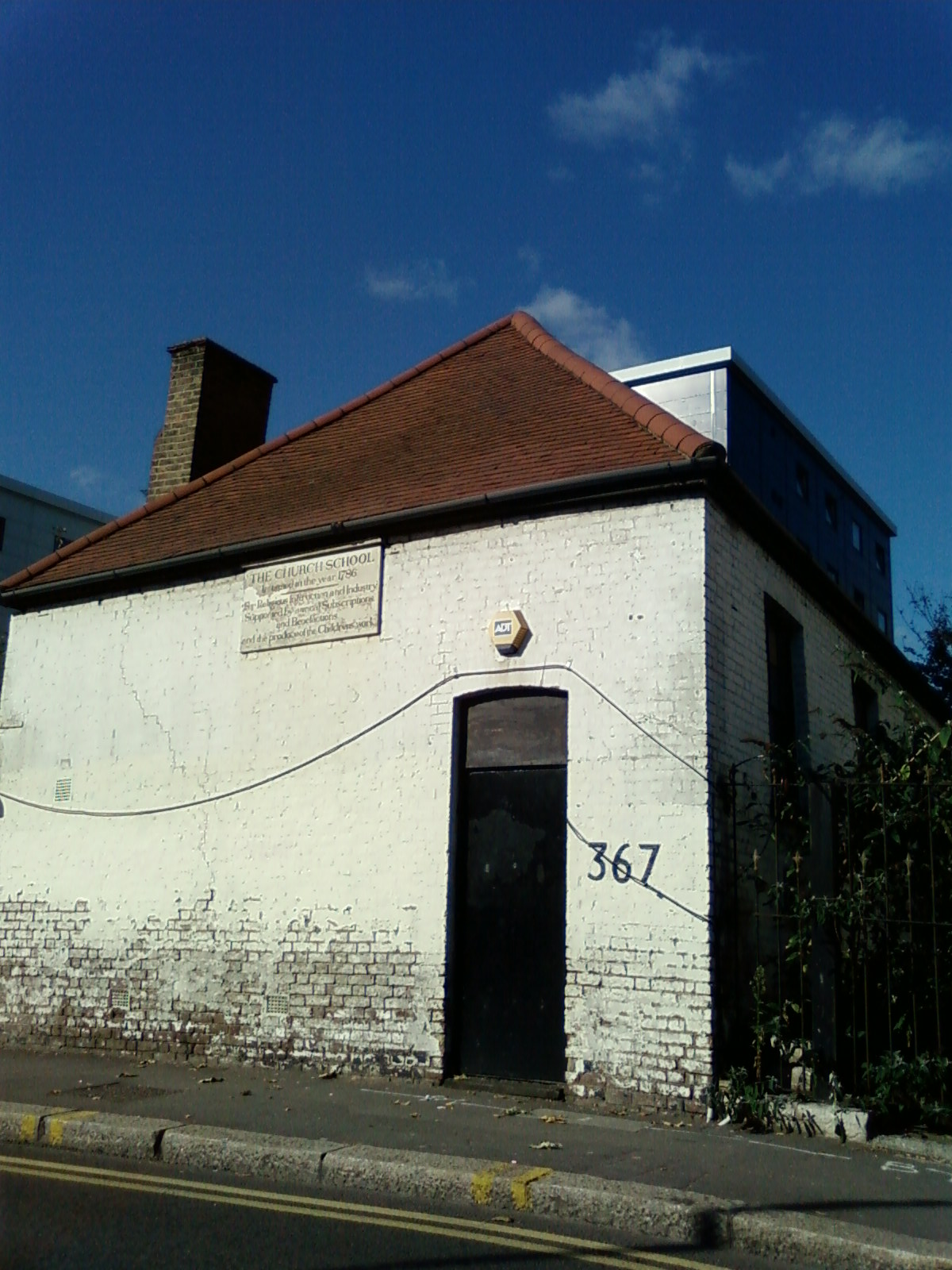
L'une des écoles du dimanche de Sarah Trimmer à Brentford.

Suivant l'exemple de Robert Raikes, elle s'implique dans le mouvement de l'école du dimanche, fondant la première institution de ce genre à Old Brentford en 1786. Sarah et deux ministres de sa paroisse, Charles Sturgess et Charles Coates, lèvent des fonds et créent plusieurs écoles pour les enfants pauvres du quartier. Ce ne sont pas moins de cinq cents élèves qui s'inscrivent ; dans l'impossibilité d'accueillir autant d'enfants, Sarah décide d'écarter les moins de cinq ans et n'accorde qu'une seule place par famille. La paroisse se dote de trois écoles, chacune d'entre elles pouvant recevoir une trentaine d'élèves ; une pour les garçons les plus âgés, une autre pour les plus jeunes et la dernière pour les filles. Alors que d'autres réformateurs de l'enseignement, comme Mary Wollstonecraft, sont favorables à la mixité, Sarah Trimmer s'oppose à ce type de réforme pédagogique ; elle croit en l'éducation séparée des sexes. On enseigne aux élèves la lecture, pour qu'ils puissent étudier la Bible. Ils apprennent également quelques règles d'hygiène ; « une brosse et un peigne sont offerts à ceux qui le désirent ». Les écoles de Trimmer deviennent si célèbres que Raikes, qui a inspiré Sarah, recommande à ceux qui désirent créer un nouvel établissement de prendre conseil auprès d'elle ; la reine Charlotte elle-même sollicite son avis avant de fonder l'école de Windsor.
Après sa rencontre avec la Reine, Sarah écrit The Œconomy of Charity, qui expose dans le détail comment ses lecteurs, principalement ses lectrices, peuvent fonder des écoles du dimanche dans leurs communautés. Son ouvrage va cependant susciter des polémiques. Si les promoteurs des écoles, par exemple Raikes et Sarah Trimmer, affirment que l'éducation permet d'endiguer l'agitation sociale croissante, d'autres voix s'élèvent pour proclamer qu'au contraire, elles ne servent qu'à les encourager.
L'honorable John Byng, par exemple, s'émeut de ce que « non seulement l'éducation [leur] apprendra à lire de séditieux pamphlets, des livres et autres publications s'attaquant au christianisme […] mais qu'elle [les] rendra impropres aux tâches laborieuses auxquelles leur rang dans la société les ont destinés ». Sarah Trimmer convient que les pauvres sont, en effet, « destinés » à être pauvres, mais rétorque que les écoles renforcent cette hiérarchie sociale voulue par Dieu. Le débat sur l'école du dimanche est mené dans les églises, au Parlement et dans des écrits. Par la publication de The Œconomy of Charity, Sarah Trimmer participe à ce vigoureux débat. Deborah Wills, chercheur en la matière, fait valoir :
« [The Œconomy of Charity] contient en réalité un sous-texte hautement politisé qui anticipe, renverse et contre les arguments opposés à l'école du dimanche. [Sarah Trimmer] esquisse un programme par lequel l'école du dimanche, lorsqu'elle est correctement mise en œuvre, peut permettre d'instaurer une forme de contrôle social et de renforcer la hiérarchie. […] Son texte, prudemment modeste et sans prétention, se révèle en fait être un manifeste de la classe moyenne pour s'approprier le pouvoir social, politique et religieux au nom de l'enseignement de la morale. »,
Par exemple, Sarah Trimmer prétend que les écoles du dimanche enseignent à leurs élèves non seulement à lire la Bible, mais aussi à en tirer toutes les conclusions politiques et théologiques qui s'imposent. En outre, elle soutient que la responsabilité de l'éducation des pauvres repose sur les seules épaules de la classe moyenne. En éliminant l'aristocratie de tout rôle actif dans ses programmes philanthropiques, « [Sarah] Trimmer veille à ce que ceux qui réglementent les programmes de l'école du dimanche soient ceux qui incarnent et perpétuent la culture de la bourgeoisie ». Comme le relève Deborah Wills, cela la distingue de ses homologues en philanthropie, tels que Hannah More.
Sarah Trimmer fonde également des charity schools dans son quartier. Elle y envoie ses élèves prometteurs qui les fréquentent plusieurs fois par semaine. Comme elle le rapporte dans son journal, ces établissements semblent « offrir l'heureuse perspective de sauver nombre d'enfants pauvres du vice et de la débauche ». Alors que les écoles du dimanche sont financées par souscriptions provenant des résidents de la paroisse, les charity schools le sont largement par la Society for the Propagation of Christian Knowledge (Société pour la propagation du savoir chrétien - SPCK), qui a financé la première charity schools un siècle auparavant. Sarah Trimmer critique l'apprentissage par cœur qui est pratiqué dans les traditionnelles charity schools et tente d'instituer, dans ses propres écoles, une catéchèse plus dynamique incitant les élèves à poser davantage de questions. Elle rapporte dans son journal, « mon souhait est de composer une voie d'enseignement pour les Charity Schools, grâce à laquelle les enfants peuvent apprendre en réalité, et non par cœur, les principes de la religion chrétienne, tels qu'ils sont enseignés dans les Écritures »,. Elle fonde également des schools of industry (« écoles de travail manuel ») auxquelles elle adresse les élèves les moins doués. On y apprend aux filles à filer et à tricoter. Initialement, Sarah Trimmer pensait que ces établissements pourraient réaliser des profits puisque les filles y sont astreintes à un travail quotidien du matin au soir ; cependant, inexpérimentées, les élèves rendent des ouvrages médiocres qui ne peuvent être commercialisés. Sarah Trimmer se rend alors à l'évidence que le projet est un échec.
Wilfried Keutsch, chercheur contemporain spécialiste du XVIIIe siècle, qualifie les projets de Sarah Trimmer de naïfs et moralistes :
« Aucun indice ne montre que Sarah Trimmer se soit appuyée sur une analyse sociale fouillée dans ses nombreuses tentatives pour instruire et faire progresser les enfants pauvres, mais il est évident qu'elle a été profondément touchée, non seulement par leurs besoins, mais aussi par l'accroissement de la paupérisation du pays. La question de savoir si elle a compris que la société évoluait d'un système féodal à une structure bourgeoise plus moderne, dans laquelle les anciens liens personnels stabilisateurs disparaissent et sont remplacés par ceux de l'argent, n'est pas claire. […] dans l'ensemble, elle ne témoigne d'aucun intérêt pour les causes sociales et économiques de la pauvreté. En revanche, elle propose un schéma de progrès reposant sur une rigoureuse catégorisation de la classe ouvrière et des pauvres de façon très manichéenne : il existe des pauvres méritants et des pauvres dénués de mérite, les pieux et les impies, ceux qui sont respectables et soumis, les rebelles et les insoumis, les paresseux et les travailleurs, cette répartition sans nuance se fondant sur l'assimilation de la pauvreté soit avec la vertu soit avec le vice. »,
Bien que les écoles du dimanche, telles celles qu'a instituées Sarah Trimmer, aient souvent été décrites par les spécialistes modernes comme un instrument répressif créé par la classe moyenne pour imposer sa moralité aux classes inférieures, Thomas Laqueur, lui, soutient que les pauvres s'emparèrent de cette possibilité d'alphabétisation et négligèrent nombre des leçons de morale qu'on leur imposait.

## Carrière littéraire
Dans une carrière littéraire qui couvre plus d'un quart de siècle, Trimmer signe trente-trois à trente-quatre titres. Elle commet des ouvrages dans de nombreux genres : manuels scolaires, ouvrages pédagogiques, littérature pour enfants, pamphlets politiques et périodiques critiques. Alors que nombre de ses textes sont destinés aux enfants, d'autres, comme The Œconomy of Charity, le sont à un public adulte. D'autres encore ont été écrits aussi bien pour les enfants que pour les adultes, comme The Servant's Friend (1786-1787), qui est consacré à l'instruction des domestiques de tous âges.

### An Easy Introduction to the Knowledge of Nature

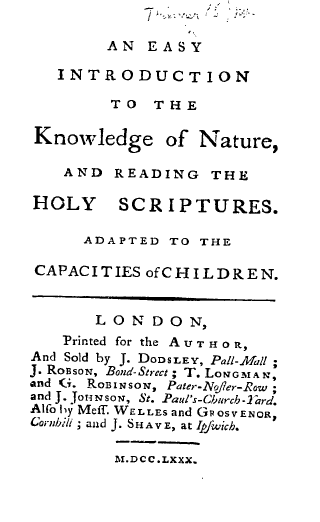
Page de titre de la première édition de An Easy Introduction to the Knowledge of Nature (1780).

Le premier ouvrage de Sarah Trimmer est An easy introduction to the knowledge of nature, and reading the holy scriptures, adapted to the capacities of children (1780), qui s'appuie sur la révolution initiée par Anna Laetitia Barbauld dans la littérature pour enfants. Dans sa « Préface », Sarah Trimmer écrit que Treatise on Education de Isaac Watts est la source d'inspiration de son propre ouvrage et « qu'un livre contenant une sorte d'étude générale sur les œuvres de la Nature serait très utile, comme moyen d'ouvrir l'esprit par étapes successives à la connaissance de l'Être suprême, préparatoire à la lecture des Saintes Écritures »,. Tout au long du texte, le lecteur suit une mère et ses deux enfants, Charlotte et Henry (peut-être ainsi nommés d'après deux des propres enfants de Sarah Trimmer), dans une série de promenades à travers la nature, au cours desquelles elle leur décrit les merveilles de la création. En 1793, une version de ce livre est ajoutée au catalogue de la Society for the Propagation of Christian Knowledge ; en trois quarts de siècle, l'ouvrage se vendra à plus de 750 000 exemplaires.
Aileen Fyfe, historienne intéressée par les relations entre science et religion, soutient que le texte de Sarah Trimmer, bien qu'inspiré par les ouvrages de Barbauld, en diffère radicalement par son orientation religieuse. Anna Barbauld est une Dissidente et plus encline, selon Aileen Fyfe, à « encourager la curiosité, l'observation et le raisonnement ». En revanche, Sarah Trimmer, membre de la Haute Église anglicane, dépeint la nature comme « inspirant une crainte révérencielle » et comme le reflet non seulement de la divinité de Dieu mais aussi de sa bonté. Ses croyances se font jour jusque dans la structure de son livre ; Trimmer a pour but de transmettre un sentiment d'admiration, aussi son texte ne progresse-t-il pas d'une manière ordonnée par le biais d'une étude du monde naturel, à la différence de ceux de sa consœur qui, au contraire, soulignent la lente accumulation des connaissances avec son corollaire, le développement de la pensée logique. Ainsi, Evenings at Home qu'elle coécrit avec son frère, John Aikin, possède une « structure systématique ». Autre différence entre les deux auteurs, le rôle assignée à l'autorité : alors que les textes de Anna Barbauld et ceux qu'elle écrit avec son frère mettent l'accent sur le dialogue entre enseignant et élève, les conversations textuelles de Sarah Trimmer sont placées sous le « contrôle des parents ».
Cela dit, Donelle Ruwe, spécialiste contemporain de la littérature enfantine du XVIIIe siècle, fait remarquer que An Easy Introduction n'est pas entièrement un ouvrage conservateur ; en effet, il remet en question les notions du rôle des femmes tel que le décrivent les manuels de John Gregory et James Fordyce. Dans l'ouvrage de Sarah Trimmer, la mère devient un « leader spirituel », prouvant en cela qu'elle est capable d'un « raisonnement théologique ». Ces représentations vont à l'encontre des idées de Jean-Jacques Rousseau qui avance que la femme est incapable de raisonnement approfondi et ne peut que mémoriser les dogmes religieux. En outre, chez Sarah Trimmer, la mère se voit confier un rôle d'éducatrice par une méthode directe, sans le truchement d'outils « manipulateurs », comme le fait le précepteur d’Émile.
Quelques années plus tard, inspirée par l'œuvre Adèle et Théodore de Madame de Genlis (1782), Sarah Trimmer commande un jeu d'illustrations bibliques dont elle rédige les commentaires ; elle publie également une série de gravures commentées sur l'Antiquité et l'histoire de la Grande-Bretagne. Ces planches remportent un très vif succès et se voient souvent insérées dans des volumes ou fixées aux murs chez les lecteurs.

### Ouvrages pour lescharity schools
Parce que, selon son propre avis, il y a pénurie de bon matériel éducatif destiné aux charity schools, Trimmer décide d'écrire le sien. La série de livres qu'elle publie entre 1786 et 1798 vont être utilisée en Grande-Bretagne et dans les colonies pendant tout le XIXe siècle. Elle sait promouvoir ses ouvrages, consciente qu'ils ne peuvent atteindre un grand nombre d'enfants fréquentant les charity schools qu'avec le soutien et l'aide financière de la Society for the Propagation of Christian Knowledge. Elle écrit dans son journal : « sans son aide, mon projet s'écroulerait »,. Ayant rejoint la Society en 1787, elle fait parvenir en 1793 douze copies de son traité Reflections upon the Education in Charity Schools with the Outlines of a Plan of Appropriate Instruction for the Children of the Poor à son sous-comité chargé du choix des livres subventionnés par l'organisation. Dans cet ouvrage, elle fait valoir que le programme des charity schools est obsolète (il date en fait de plus d'un siècle) et doit être remplacé. Elle propose une liste de sept ouvrages qu'elle a l'intention de rédiger :
- Un vocabulaire en deux parties ;
- Leçons d'écriture d'après l'Ancien Testament ;
- Leçons d'écriture d'après le Nouveau Testament ;
- La morale des Saintes Écritures ;
- Leçons sur la liturgie d'après le Book of Common Prayer ;
- Les contes exemplaires ;
- Le livre du maître[N 8].

La commission accepte sans réserve sa proposition. Le Charity School Spelling Book paraît et est aussitôt utilisé. C'est l'un des premiers livres destinés aux enfants des familles pauvres, petit par la taille mais présenté avec de grands caractères et de larges marges, caractéristiques souvent réservées aux livres visant les personnes fortunées. Les histoires qui l'illustrent sont en elles-mêmes innovantes en cela qu'elles mettent l'accent sur la vie ordinaire d'enfants ordinaires ; « ces enfants grimpent aux arbres, jouent avec le feu, donnent des coups de batte de cricket aux moutons et mendient dans les rues ». L'ouvrage est adopté par Andrew Bell vers 1800 pour sa méthode éducative dite de Madras et par plusieurs associations éducatives en Grande-Bretagne et dans les colonies, où, en particulier, il sert à l'éducation des esclaves adultes, par exemple à Antigua et en Jamaïque.
Les « leçons d'écriture » deviennent An Abridgement of Scripture History, consisting of Lessons selected from the Old Testament, for the Use of Schools and Families qui se présente sous la forme d une anthologie de certains passages de la Bible. Comme le Charity School Spelling Book, il est adopté par le système éducatif britannique et fait partie du quotidien des écoliers jusqu'au milieu du XIXe siècle. En 1798, la SPCK publie Scripture Catechisms, Part I and II ; ces ouvrages sont conçus pour l'usage du maître d'école alors que Abridgements (abréviation courante pour Scripture Histories) est destiné aux élèves. Les « contes exemplaires » ne correspondent pas tout à fait au dessein initial, mais Servant's Friend et Two Farmers témoignent d'une volonté de publier des contes moraux agréables à lire. Ces deux ouvrages sont également remis comme prix au sein des écoles du dimanche. The Teacher's Assistant se présente sous la forme d'un manuel d'instruction et d'aide aux maîtres, et il se voit, lui aussi, largement adopté par les écoles britanniques. Le seul à ne pas être publié par le SPCK est l'adaptation du Book of Common Prayer, assorti de ses commentaires, pour lequel Sarah Trimmer trouve un autre éditeur.

### Fabulous Histories

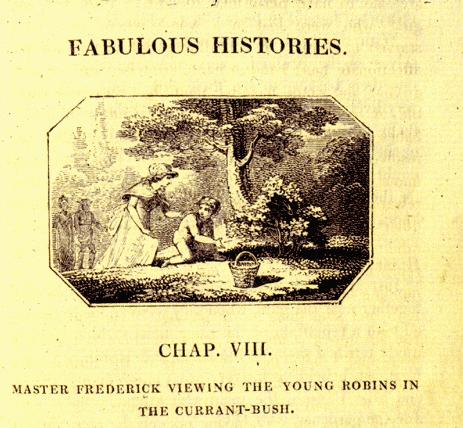
Illustration du chapitre VIII de Fabulous Histories.

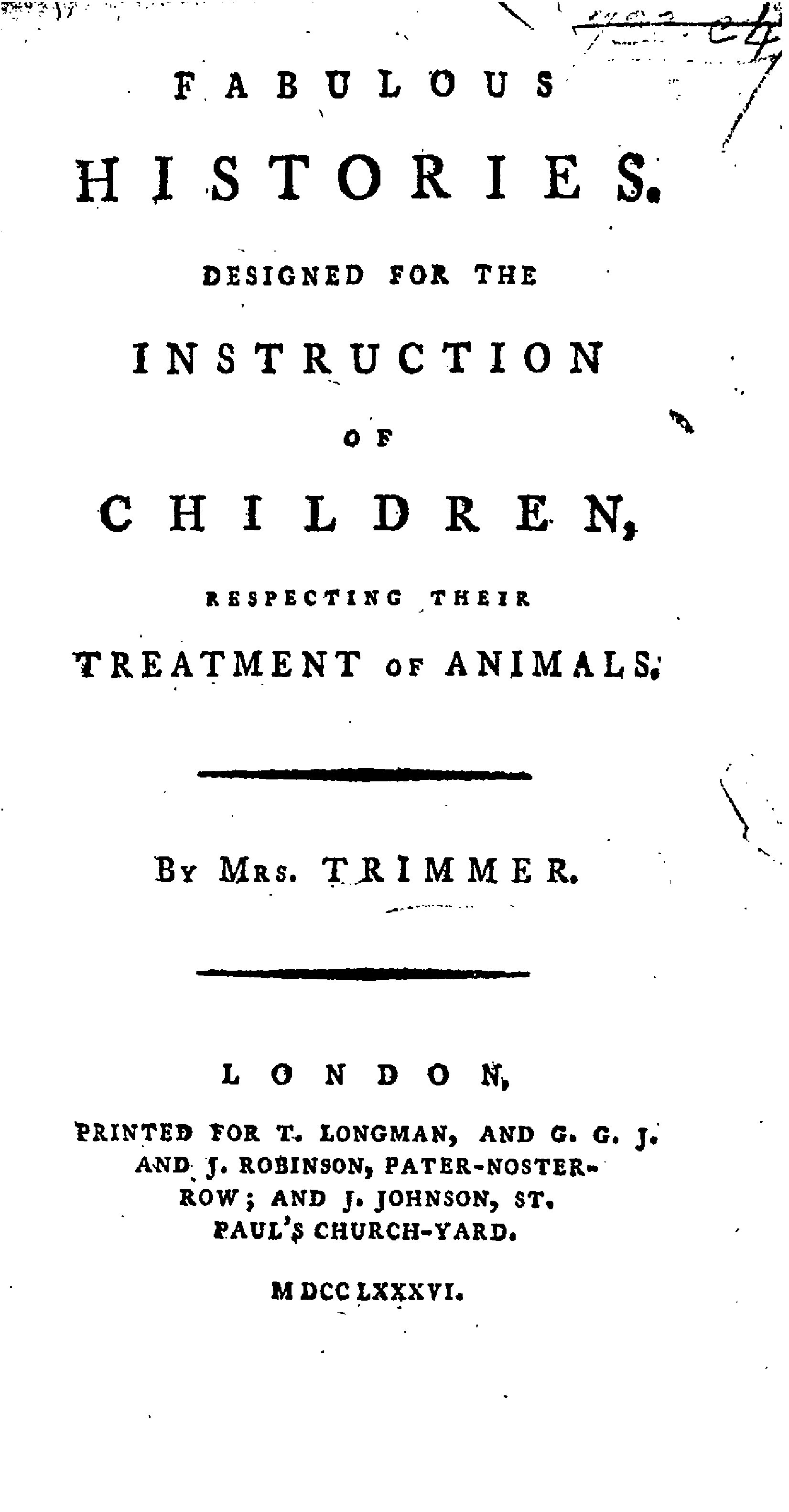
Page de titre de la première édition de Fabulous Histories (1786)

Fabulous Histories (que l'on nommera plus tard The Story of the Robins), l'œuvre la plus populaire de Sarah Trimmer, est publiée pour la première fois en 1786 et fait l'objet de rééditions jusqu'au début du XXe siècle. Il raconte l'histoire de deux familles, l'une humaine et l'autre de rouge-gorges, qui apprennent à vivre en harmonie. Plus important encore, les enfants et les bébés rouge-gorges sont conduits à adopter la vertu et fuir le vice. Pratiquer dès l'enfance la bonté envers les animaux conduira, du moins l'espère-t-on, à la « bienveillance universelle » une fois atteint l'âge adulte. Selon Samuel Pickering, spécialiste en littérature enfantine du XVIIIe siècle, « dans sa représentation du comportement envers les animaux au XVIIIe siècle, Fabulous Histories de Mrs Trimmer fut le livre pour enfants le plus représentatif de cette période »,.
Le texte expose la plupart des thèmes qui vont nourrir l'œuvre de Sarah Trimmer, tel que l'accent mis sur le maintien des hiérarchies sociales. Comme l'explique Tess Cosslett, spécialiste de littérature enfantine, « la notion de hiérarchie qui sous-tend Fabulous Histories est relativement stable et fixe. Les parents sont supérieurs aux enfants en termes d'autorité, et l'homme se situe au-dessus de l'animal, à la fois en termes de domination et de compassion : les pauvres doivent être nourris avant les animaux affamés […] [mais] le rapport hiérarchique entre hommes et femmes n'est pas aussi clairement affirmé »,.
Moira Ferguson, spécialiste des XVIIIe et XIXe siècles, place ces thèmes dans un contexte historique plus large, faisant valoir que « les craintes de l'auteur et de sa classe envers une révolution industrielle en plein essor et ses répercussions sont évidentes. Par conséquent, [le] texte s'en prend à la cruauté envers les oiseaux et les animaux, tout en approuvant l'agression britannique à l'étranger. […] Le texte opte subtilement pour des solutions conservatrices : maintien de l'ordre et des valeurs établies, résignation et soumission des pauvres dans le pays, expulsion pour les étrangers qui ne s'assimilent pas aisément »
,.
Autre thème important : la rationalité. Sarah Trimmer exprime dans sa préface la crainte habituelle de la fascination qu'exerce souvent la fiction, expliquant à ses jeunes lecteurs que sa [fable] n'est pas réelle et que les animaux ne peuvent pas réellement parler. Comme nombre de ses contemporains critiques de la société, elle se préoccupe de l'impact, potentiellement néfaste, que peut avoir la fiction sur de jeunes esprits. Avec l'augmentation des publications d'ouvrages romanesques et leur lecture en solitaire, il est à craindre que les jeunes, et plus particulièrement les filles, se régalent d'histoires osées à l'insu de leurs parents et, plus inquiétant encore, les interprètent en toute liberté.
Sarah Trimmer fait donc toujours référence à son texte sous le titre de Fabulous Histories et jamais sous celui de The Story of the Robins, et cela, afin de démarquer la fiction de la réalité ; qui plus est, elle ne permet pas que le livre soit illustré ; des images d'oiseaux n'auraient pu que renforcer le paradoxe du livre, fiction s'affichant en tant qu'histoire édifiante. Doris Yarde suppose de son côté que la plupart des personnages du texte sont tirés de la famille et des connaissances de Trimmer.

### The Guardian of Education

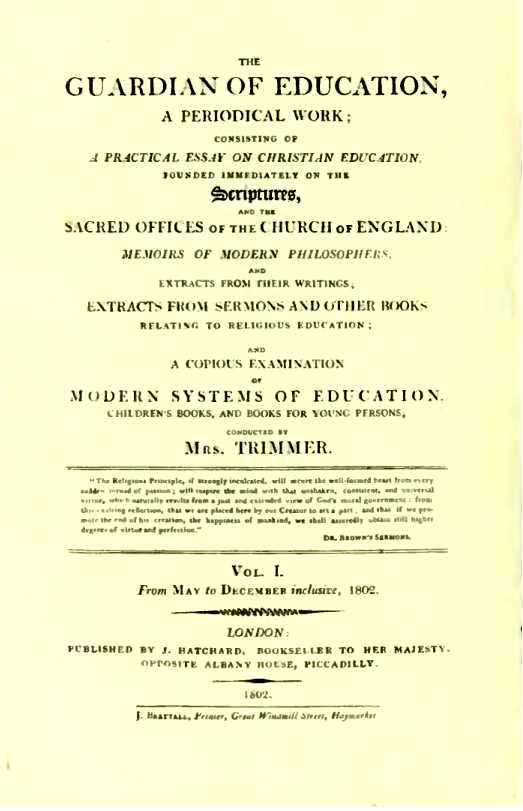
Page de titre de The Guardian of Education, Volume I, 1802.

Plus tard, Sarah Trimmer publie l'influente revue Guardian of Education (juin 1802 – septembre 1806), qui recèle ses idées sur l'instruction et passe la revue d'ouvrages destinés à un jeune public. Ce n'est certes pas la première du genre, mais Matthew Grenby affirme « [que celle qui avait précédé] fut une entreprise beaucoup moins importante et soutenue que celle de [ Sarah] Trimmer ». Le Guardian inclut non seulement des critiques, mais aussi des extraits de textes susceptibles d'édifier les lecteurs adultes. Sarah Trimmer vise en effet « à évaluer l'état actuel de la politique et de la pratique de l'éducation en Grande-Bretagne et à façonner son avenir ». À cette fin, elle évalue les théories sur l'enseignement de Jean-Jacques Rousseau, John Locke, Mary Wollstonecraft, Hannah More, Madame de Genlis, Joseph Lancaster et Andrew Bell, entre autres, et dans son Essay on Christian Education, qui fait plus tard l'objet d'une publication séparée, elle présente son propre programme éducatif.
Ainsi, elle rédige plus de quatre cents critiques d'ouvrages. Comme l'écrit Grenby, « les premières questions qu'elle pose sont toujours : le livre est-il dommageable à la religion ? Est-il nuisible à la loyauté politique et à la hiérarchie sociale établie ? ». La religion est sa priorité essentielle et l'accent qu'elle met sur l'inerrance biblique confirme son fondamentalisme. Elle fustige les livres qui comprennent des scènes de mort, des personnages déments et des représentations de la sexualité, ainsi que ceux qui peuvent effrayer les enfants. Elle fait fréquemment l'éloge de ceux qui encouragent l'accomplissement intellectuel, tel que Lessons for Children (1778-79) de Anna Barbauld.
Pourtant, Matthew Grenby soutient que le fondamentalisme de Sarah Trimmer ne fait pas d'elle le penseur rigide dénoncé par nombre de critiques. Il fait remarquer que, tel Rousseau, elle croit en la bonté naturelle des enfants, en quoi elle se distingue de siècles de traditions, en particulier de l'attitude puritaine. Elle approuve « l'idée clé de Rousseau [alors que, paradoxalement, elle s'attaque à la globalité de son œuvre], reprise plus tard par les romantiques, qu'il ne faut pas forcer les enfants à devenir adultes trop vite ».
Grâce à ses critiques, The Guardian of Education fait de la littérature enfantine un genre à part entière. En outre, dès ses débuts, l'un de ses essais, Observations on the Changes which have taken place in Books for Children and Young Persons, Sarah Trimmer en rédige l'histoire, identifiant ainsi les premiers canons du genre. Ses livres restent des repères, cités aujourd'hui encore, qui constituent des repères jalonnant le parcours du genre.

#### Les contes de fées

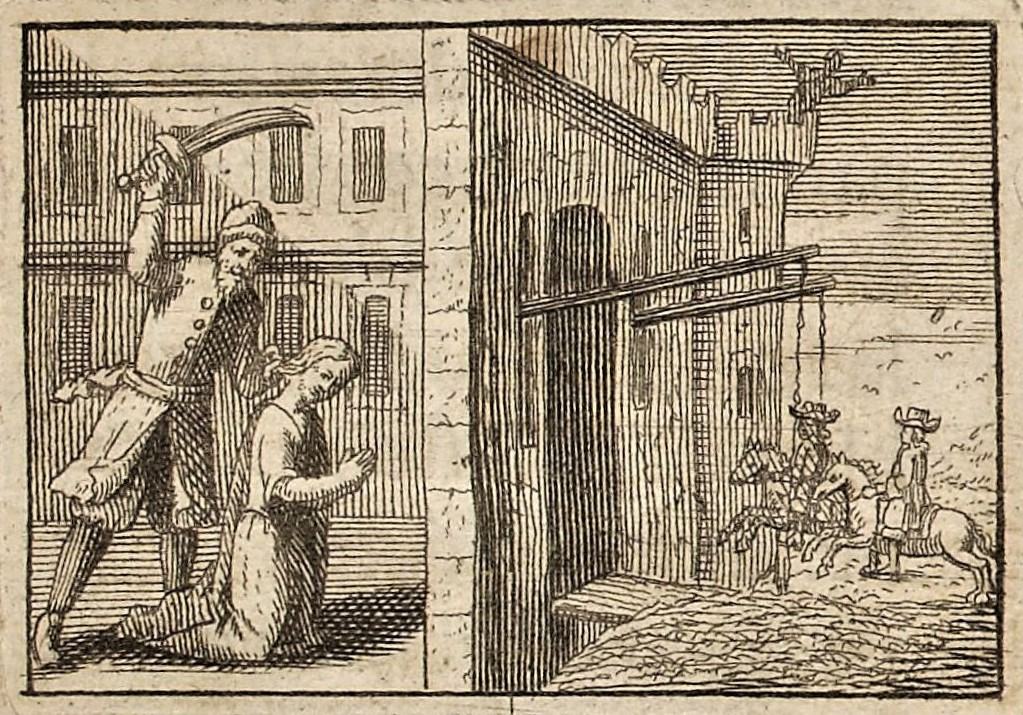
Barbe bleue s'apprêtant à décapiter son épouse.
Illustration ornant l'édition originale des Contes de ma mère l'Oye de Charles Perrault, Paris, chez Barbin, 1697.

Sarah Trimmer est sans doute plus connue de nos jours pour sa condamnation des contes de fées, par exemple des diverses traductions des Histoires ou contes du temps passé de Charles Perrault (publiés à l'origine en 1697). Selon elle, ils présentent une vision irrationnelle du monde et laissent à croire que les enfants peuvent réussir sans effort, en d'autres termes, qu'ils n'ont pas à travailler. À cette époque en Grande-Bretagne, les chapbooks, sorte de livres de poches, constituent une forme de littérature accessible aux pauvres. Sarah Trimmer tente de la dissocier de celle qui est dévolue aux enfants, dont elle craint qu'ils puissent y avoir accès à l'insu des parents. Elle critique les valeurs associées aux contes de fées, les accusant de perpétuer les superstitions et de donner une image défavorable des beaux-parents. Cela dit, plutôt que de la considérer comme un censeur en la matière, Nicholas Tucker soutient « qu'à considérer les contes de fées comme critiquables plutôt que de leur vouer un culte irréfléchi, Mme Trimmer s'accorde avec les chercheurs d'aujourd'hui qui, eux aussi, remettent en question l'idéologie de certaines de ces histoires »,.
L'une des raisons qui rendent les contes de fées nuisibles aux yeux de Sarah Trimmer réside dans le fait qu'elle les accuse de conduire le jeune lecteur dans un monde imaginaire où les parents ne peuvent le suivre et lui éviter certaines expériences traumatisantes. Elle est horrifiée à la vue des gravures illustrant certaines collections, se plaignant de ce que « de jeunes enfants, dont l'esprit, sensible à chaque impression et enclin, par sa vivacité, à transformer en réalité tout ce qui frappe l'imagination », ne devraient être autorisés à voir des scènes telles que celle de Barbe bleue décapitant son épouse.

#### Révolution française et religion
Dans The Guardian of Education, Trimmer dénonce la Révolution française sous-tendue, pense-t-elle (non sans raison), par les œuvres de certains philosophes, en particulier Jean-Jacques Rousseau. Elle soutient qu'il s'agit là d'une vaste conspiration organisée par les révolutionnaires français, athées et démocrates, visant à renverser les gouvernements légitimes d'Europe. Ces conspirateurs tenteraient d'abolir la société traditionnelle en « s'efforçant d'infecter l'esprit de la génération montante au travers d'ouvrages sur l'éducation et de livres pour enfants »,. Son point de vue se fonde sur Mémoires pour servir à l'histoire du jacobinisme de l'Abbé Barruel, traduit en anglais dès 1797 (elle en cite de larges passages dans le Guardian), mais également sur sa crainte des guerres à venir entre la France et la Grande-Bretagne dans les années 1790. Sarah Trimmer met toujours le christianisme au premier plan et maintient que l'on doit se tourner vers Dieu lors des périodes troublées. Comme Margaret Cutt le souligne dans son ouvrage sur la littérature enfantine, Sarah Trimmer et ses semblables expriment avec véhémence la conviction que le degré du bonheur humain est directement proportionnel à celui de la soumission à la volonté divine. Ainsi est répudié le point de vue des moralistes selon lequel l'étude a pour mission d'exalter la raison et d'œuvrer au bonheur temporel de l'individu, de ce fait conduit à agir au mieux des intérêts de la société. Sarah Trimmer et ses allié[e]s font valoir que les théories pédagogiques françaises conduisent à une nation sans morale et plus précisément « au déisme, à l'infidélité et à la révolution ».

### Comparatif des systèmes scolaires de Bell et Lancaster

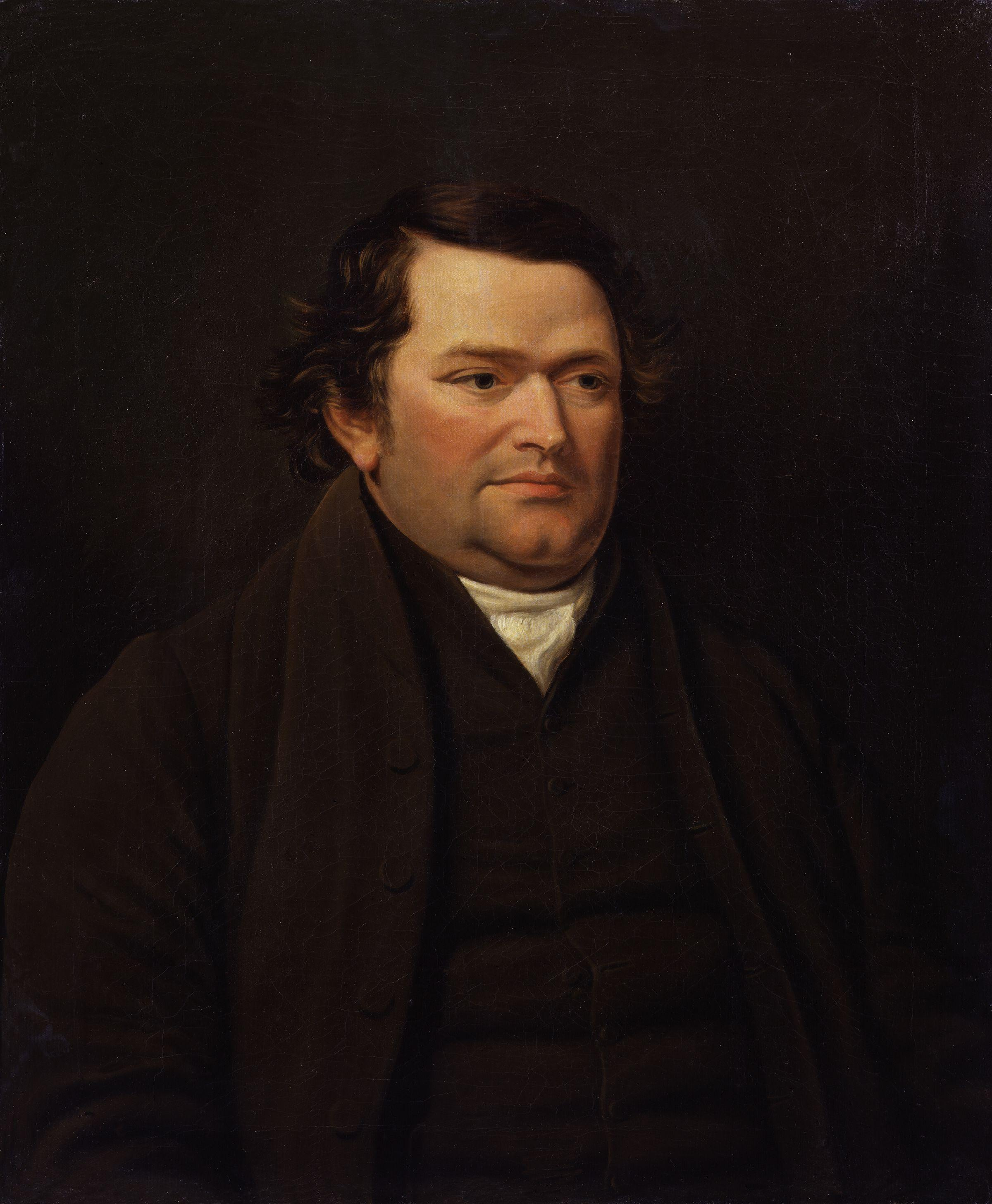
Portrait de Joseph Lancaster par John Hazlitt.

En 1789, Andrew Bell invente la méthode d'enseignement dite de Madras afin d'instruire les sujets britanniques en Inde ; c'est un système qui s'appuie sur une hiérarchie composée d'élèves, nommés chefs de classe, et de très peu d'enseignants (économique pour les colonies, comme le fait valoir Bell). Il publie en 1797 Experiment in Education, afin d'expliquer son concept, dont il pense qu'il peut être adapté aux enfants de familles pauvres en Angleterre (dans son ouvrage, il approuve nombre des écrits de Sarah Trimmer).
Un an après avoir lu Experiment, un quaker anglais, Joseph Lancaster en adopte largement les principes au sein de son école à Londres, puis publie son propre ouvrage en 1803, Improvements in Education, qui reprend de nombreuses idées de Bell. En raison de sa foi quaker, Lancaster n'y encourage pas l'enseignement des doctrines de l'Église officielle britannique. Sarah Trimmer, consternée par la simple possibilité que des enfants britanniques ne soient pas instruits dans l'Église officielle, écrit et publie un comparatif des deux systèmes en 1805, créant ainsi un schisme entre deux méthodes similaires. Selon Frederick Joseph Harvey Darton, spécialiste de littérature enfantine, « son effet sur l'enseignement anglais […] fut considérable, voire extraordinaire. Les systèmes rivaux de Bell et Lancaster furent l'objet de débats dans tout le pays et la guerre entre Bell et le « Dragon », tel qu'un caricaturiste l'avait libellée, fit rage dans tous les magazines, même dans la Edinburgh Review ». De ce débat, « naquirent deux grandes « sociétés » ; la National Society for Promoting the Education of the Children of the Poor in the Principles of the Established Church et la British and Foreign School Society ; dont les travaux débouchèrent sur le système de l'école élémentaire [britannique] ».

## Fin de vie
Le mari de Sarah Trimmer meurt en 1792. Cette perte l'affecte profondément, comme le révèle son journal. En 1800, elle et quelques-unes de ses filles sont contraintes de quitter leur demeure pour une autre maison de Brentford. Ce changement lui est très pénible et elle écrit dans son journal :

« Hélas, une veuve, ne connaissant pas les voies du monde, ignorante des questions du droit, ne peut faire que bien peu de choses en de telles circonstances. Après plus de trente ans d'existence en une maison, où j'ai connu bien des réconforts, et dans un quartier où je me suis efforcée de me faire respecter, je suis contrainte de chercher une nouvelle résidence et il n'en est aucune suffisamment proche qui me permette de satisfaire aux désirs de mon cœur de me rendre aux écoles. S'il m'est nécessaire de changer de domicile, les écoles, je le crains, vont inévitablement en pâtir. Je vais également me trouver éloignée de certains de mes enfants, dont la compagnie serait le réconfort de mes dernières années,. »

Cependant, elle continue à écrire et publie plusieurs ouvrages, parmi lesquels on peut citer A Concise History of England et Essays on Christian Education. Elle meurt le 15 décembre 1810 et repose dans le cimetière de l'église St Mary à Ealing.

## Réception et postérité
L'ouvrage le plus populaire de Sarah Trimmer, Fabulous Histories, fut réédité pendant au moins 133 ans et eut un profond impact sur des générations de lecteurs et d'écrivains. En 1877, lorsque la maison Griffith et Farran le publia au sein de sa collection « Original Juvenile Library », il fut présenté comme « la délicieuse histoire de Dicksy, Flapsy et Pecksy, qui peut l'avoir oubliée ? Elle est aussi rafraîchissante aujourd'hui qu'elle le fut un demi-siècle plus tôt. » Tess Cosslett avance également l'idée que le nom des oiseaux de Trimmer, Dicksy, Pecksy, Flapsy et Robin, ont inspiré ceux des lapins, Flopsy, Mopsy, Cottontail et Peter, qui animent les livres pour enfants de Beatrix Potter, à la fin du XIXe début du  XXe siècle,. Sarah Trimmer influença aussi les écrivains de son époque : Fables, Ancient and Modern de William Godwin, en 1805, par exemple, imite son Ladder to Learning.
Très respectée tout au long de sa vie pour son œuvre de bienfaisance et, longtemps encore après sa mort, pour ses livres, la réputation de Sarah Trimmer commence à décliner à la fin du XIXe siècle, puis s'effondre au cours du XXe. Ce déclin s'explique sans doute par le fait que ses manuels scolaires, si largement utilisés pendant la première moitié du siècle, furent remplacés, au cours de la seconde, par des livres laïques. Le ton de ses ouvrages n'est alors plus considéré comme en harmonie avec la mentalité britannique. Geoffrey Summerfield, spécialiste de littérature enfantine, la décrit ainsi : « De toutes les femmes dont la stridente voix moralisatrice retentissait à la fin du XVIIIe et au début du  XIXe siècle, c'est probablement elle dont la voix était la plus stridente. Déséquilibrée, frénétique, paranoïaque, elle l'était peut-être, mais nul ne peut nier son énergie et sa persévérance à défendre l'âme des enfants d'Angleterre contre les assauts du démon. »,
Toutefois, de récentes réévaluations se sont efforcées d'adopter un point de vue plus objectif et de replacer la littérature pour enfants du dix-huitième siècle dans son contexte historique, plutôt que de la jauger selon des jugements de valeur anachroniques fondés sur des goûts et des critères modernes. Ainsi, Grenby, Ruwe, Ferguson, Fyfe, Cosslett et autres ont ouvert de nouvelles perspectives sur l'œuvre de Sarah Trimmer. Selon Cosslett, son œuvre ne pouvait attirer l'attention des premiers chercheurs se réclamant du féminisme pour la bonne raison que, loin de se rebeller contre les mœurs de la société du XXe siècle, à l'instar, par exemple, de Mary Wollstonecraft, elle en faisait un préalable nécessaire à toute forme d'éducation. Cela dit, Ruwe souligne que « grâce à la confluence d'événements politiques, historiques et pédagogiques réunis à la fin du siècle, une femme de la trempe de Sarah Trimmer fut en mesure de parvenir à une plus grande visibilité [des problèmes relevant de l'éducation], ce qui ne fut forcément pas le cas avant ou après elle, dans la sphère de la République des Lettres (public letters) ». Sarah Trimmer apparaît donc comme un « modèle pour d'autres auteurs de sexe féminin » et, en effet, ces dernières reconnurent plus tard, souvent explicitement, leur dette envers elle. Ainsi en fut-il de l'auteur de The Footsteps to Mrs. Trimmer’s Sacred History.

## Liste d'œuvres
Cette liste d'œuvres est reprise depuis l'article sur Sarah Trimmer de Deborah Wills dans le Dictionary of Literary Biography. D'autres titres ont été ajoutés parce qu'ils apparaissent dans d'autres travaux universitaires ou dans une base de données d'ouvrages sous le nom de Sarah Trimmer.
- An Easy Introduction to the Knowledge of Nature, and Reading the Holy Scriptures, adapted to the Capacities of Children (1780)
- Sacred History (1782–5) (6 volumes)
- The Œconomy of Charity (1786)
- Fabulous Histories; Designed for the Instruction of Children, Respecting their Treatment of Animals (1786)
- A Description of a Set of Prints of Scripture History: Contained in a Set of Easy Lessons (1786)
- A Description of a Set of Prints of Ancient History: Contained in a Set of Easy Lessons. In Two Parts (1786)
- The Servant’s Friend (1786)
- The Two Farmers (1787)
- The Œconomy of Charity (1787)
- The Sunday-School Catechist, Consisting of Familiar Lectures, with Questions (1788)
- The Sunday-scholar's Manual (1788)
- The Family Magazine (1788–9) (périodique)
- A Comment on Dr Watts’s Divine Songs for Children with Questions (1789)
- A Description of a Set of Prints of Roman History, Contained in a Set of Easy Lessons (1789)
- The Ladder of Learning, Step the First (1789)
- A Description of a Set of Prints Taken from the New Testament, Contained in a Set of Easy Lessons (1790)
- Easy Lessons for Young Children (c.1790) [ne fait pas partie de la liste Wills]
- Sunday School Dialogues (1790) (edited by Trimmer)
- A Companion to the Book of Common Prayer (1791)
- An Explanation of the Office for the Public Baptism of Infants (1791)
- An Attempt to Familiarize the Catechism of the Church of England (1791)
- The Little Spelling Book for Young Children (4e éd., 1791) [ne fait pas partie de la liste Wills]
- Reflections upon the Education of Children in Charity Schools (1792)
- A Friendly Remonstrance, concerning the Christian Covenant and the Sabbath Day; Intended for the Good of the Poor (1792)
- The Ladder of Learning, Step the Second (1792)
- A Description of a Set of Prints of English History, Contained in a Set of Easy Lessons (1792)
- An Abridgement of Scripture History; Consisting of Lessons Selected from the Old Testament (1792)
- A Scriptures Catechism (1797) (2 parties) [ne fait pas partie de la liste Wills]
- A Description of a Set of Prints Taken from the Old Testament (c.1797) [ne fait pas partie de la liste Wills]
- The Silver Thimble (1799)
- An Address to Heads of Schools and Families (1799?)
- The Charity School Spelling Book (c.1799) (2 parts)
- The Teacher's Assistant: Consisting of Lectures in the Catechised Form (1800)
- A Geographical Companion to Mrs. Trimmer's Scripture, Antient, and English Abridged Histories, with Prints (1802)
- A Help to the Unlearned in the Study of the Holy Scriptures (1805)
- An Abridgement of the New Testament (1805?)
- A Comparative View of the New Plan of Education Promulgated by Mr. Joseph Lancaster (1805)
- The Guardian of Education (1802–6) (périodique)
- A New Series of Prints, Accompanied by Easy Lessons; Being an Improved Edition of the First Set of Scripture Prints from the Old Testament (1808)
- A Concise History of England (1808)
- Instructive Tales: Collected from the Family Magazine (1810)
- An Essay on Christian Education (1812) (posthume)
- Sermons, for Family Reading (1814) (posthume)
- Some Account of the Life and Writings of Mrs. Trimmer (1814) (posthume)
- A Description of a Set of Prints of the History of France, Contained in a Set of Easy Lessons (1815) (posthume)
- A Selection from Mrs. Trimmer's Instructive Tales; The Good Nurse... (1815) (posthume)
- Miscellaneous Pieces, Selected from the Family Magazine (1818) (posthume)
- Prayers and Meditations Extracted from the Journal of the Late Mrs. Trimmer (1818) (posthume)
- A Selection from Mrs. Trimmer's Instructive Tales; The Rural Economists... (1819) (posthume)

## Premières traductions en français
- Introduction familière à la connoissance de la nature, 1784 (OCLC 221597961)
- Facile introduction à la connoissance de la nature et à la lecture des Sainte Écritures, mise à la portée des jeunes gens des deux sexes, 1788 (OCLC 85880588)
- Histoires fabuleuses destinées à l'instruction des enfans dans ce qui regarde leur conduite envers les animaux, traduction de David de Saint-Georges, 1789 (OCLC 44934764)
- Les deux rouge-gorges, historiette anglaise, ou, Leçons courtes instructives et morales, d'une bonne mère à ses enfans, 1799 (OCLC 317546965)
- Abrégé de l'histoire ancienne et romaine, divisé par leçons, traduction de J. van Bemmelen, 1802 (OCLC 64350492)
- Le miroir de l'enfance et de la jeunesse, 1804 (OCLC 165928713)
- Leçons tirées de l'Écriture sainte. Ancien Testament, 1828 (OCLC 181737978)
- Leçons tirées de l'Écriture sainte. Nouveau Testament, 1828 (OCLC 181737980)